# 美國轉折點
美國轉折點（英語：Turning Point USA，簡稱TPUSA）是一個美國非牟利組織，致力在中學及高等教育校園推廣美國保守主義理念，由查理·科克與比爾·蒙哥馬利於2012年共同創立。美國轉折點擁有多個附屬團體，包括轉折點捐贈基金、轉折點行動及TPUSA信仰。外界形容美國轉折點為美國增長速度最快的校園保守組織，《高等教育紀事報》更指出該組織已成為校園保守派勢力的主導力量。
2016年，美國轉折點推出「教授觀察名單」網站，列出據稱「歧視保守派學生或在課堂中散播左翼思想」的學者。該組織亦曾介入學生會選舉，希望借此抗衡大學校園中的美國自由派影響力。2021年，美國轉折點再推出「學校董事會觀察名單」，公開推行強制戴口罩措施或反種族歧視課程的董事會成員姓名與照片。
美國轉折點的行動多與傳統保守派組織分開進行。該組織每年舉辦多場大型活動，包括「學生行動高峰會」、「青年女性領袖高峰會」、「黑人青年領袖高峰會」及「美國節」。美國轉折點的經費來自保守派捐助者及基金會，當中包括多位共和黨政治人物。

## 歷史

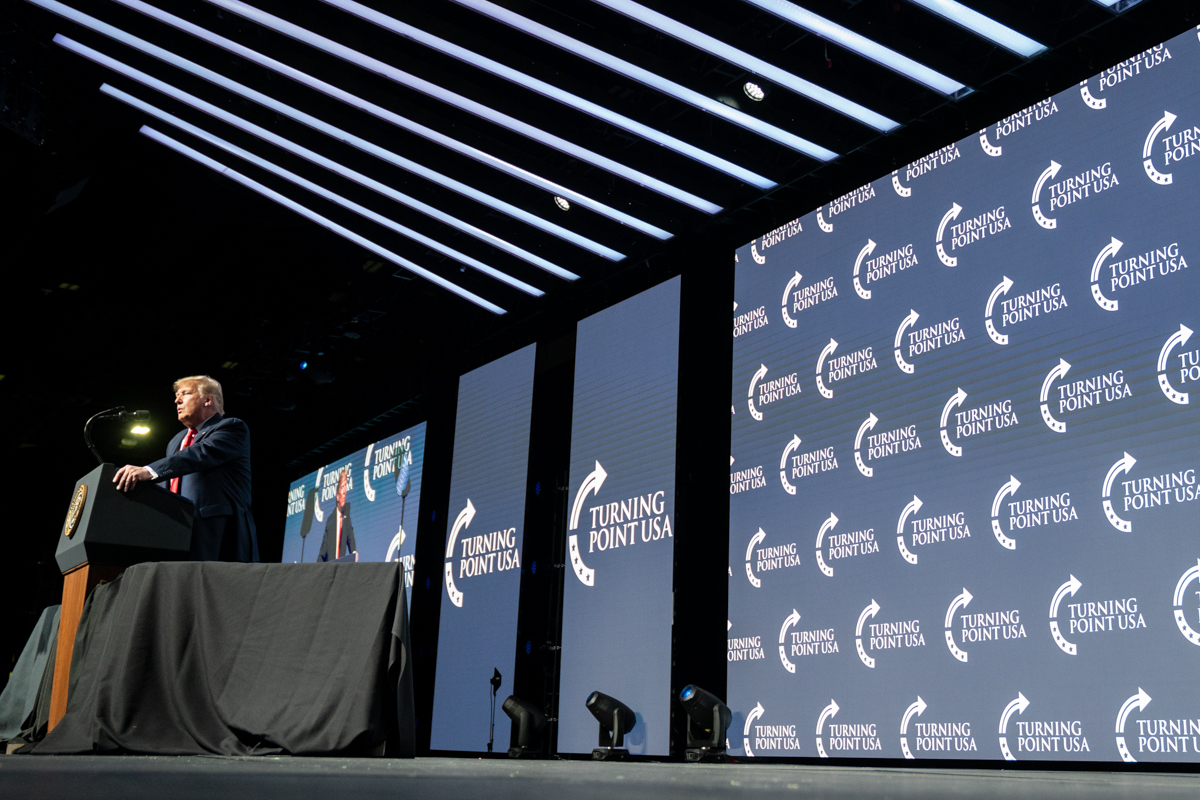
當勞·特朗普在2019年學生行動高峰會上發表講話

2012年5月，年僅18歲的查理·科克在班尼迪克大學舉辦的「青年政府日」活動中發表演說，表現獲得退休營銷企業家兼茶黨運動人士比爾·蒙哥馬利的青睞。蒙哥馬利建議科克暫緩升學，全職投身政治運動。一個月後，科克剛從高中畢業翌日，兩人便創立了非牟利組織美國轉折點，並以美國國稅法第501(c)(3)條登記註冊。蒙哥馬利擔任科克的導師，並在幕後協助處理文書工作。他經常自稱為美國轉折點的共同創辦人，但這一說法並未獲組織或科克正式承認。
在2012年共和黨全國代表大會期間，科克認識共和黨金主福斯特·弗里斯，成功爭取對方資助組織營運。弗里斯其後加入美國轉折點顧問委員會，與美國最高法院大法官克拉倫斯·托馬斯的妻子金妮·托馬斯一同擔任顧問。美國獨立石油協會總裁兼執行長巴里·拉塞爾亦是該組織的重要顧問。
2016年7月至2017年6月期間，美國轉折點的籌款總額超過820萬美元。同年有外洩紀錄顯示，該組織曾向多個學生會提供數千美元資金，以協助保守派候選人當選。捐款者包括家得寶聯合創辦人伯納德·馬庫斯、前伊利諾伊州州長布魯斯·朗納、富豪理查德·尤萊因，以及代表匿名捐款者的DonorsTrust基金。
2023年3月，科克與保守派政治評論員坎迪斯·歐文斯透過Twitter宣佈，BLEXIT基金會與美國轉折點結成合作夥伴。BLEXIT將透過美國轉折點的品牌風格與架構發佈其訊息，並保留坎迪斯·歐文斯與保守派政治評論員布蘭登·塔圖姆的領導崗位。

## 成員

### 查理·科克
查理·科克是一名活躍的共和黨政治人物。

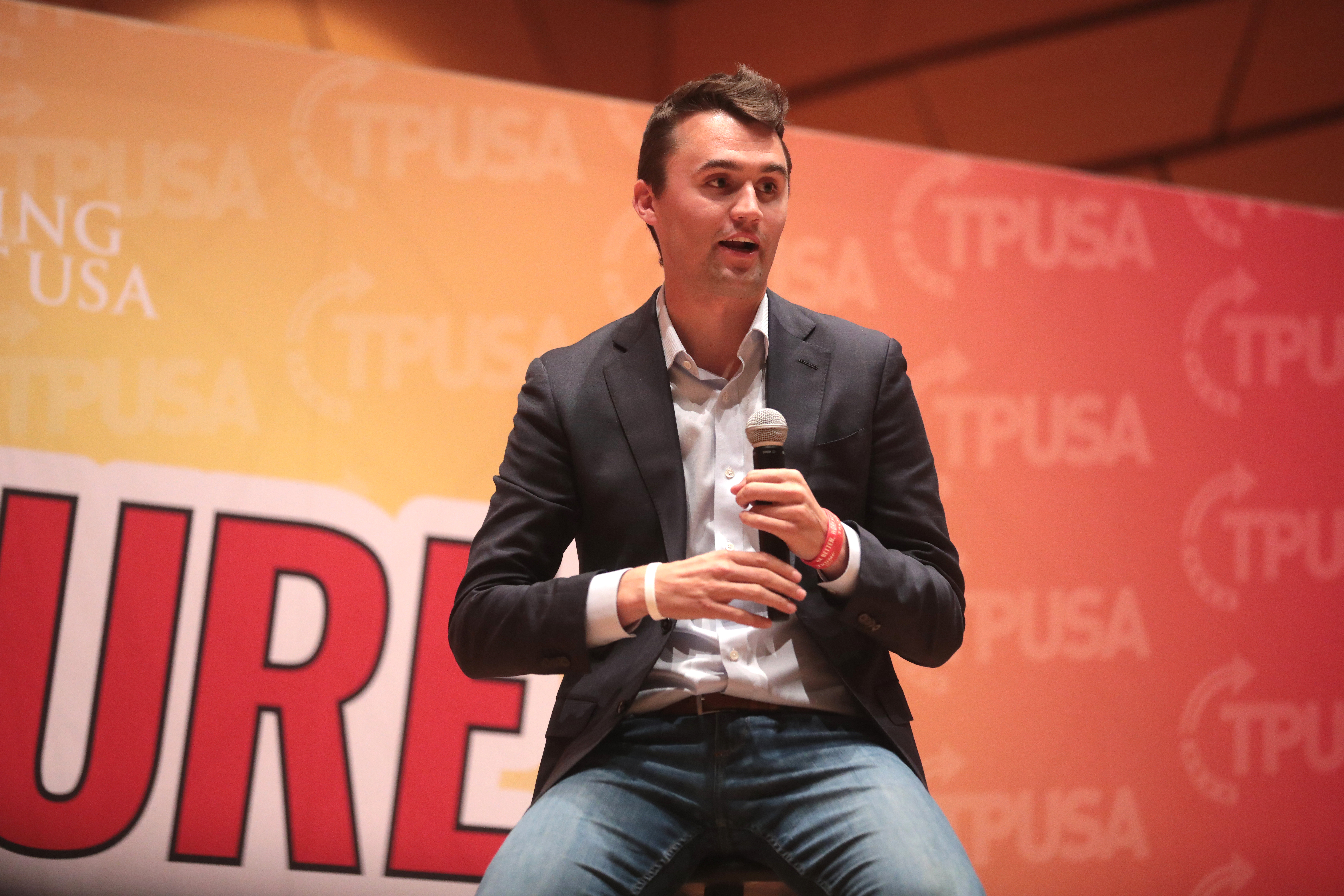
科克在2019年10月22日的「文化戰爭之旅」上發表演講

2015年，他在矽谷自由論壇的演說中透露，自己曾申請入讀美國西點軍校，但遭拒。他當時聲稱，自己本應獲取的名額最終由一名「成績遠遜、性別及取向不同」的考生獲得，並自稱了解該申請者的考試分數。不過，2017年他向《紐約客》表示，當時的說法只是出於諷刺；到2019年10月於新罕布什爾州舉行的一場美國轉折點活動上，他更改口表示自己從未說過相關言論。
科克在2016年共和黨全國代表大會上登台發言。他接受《連線》訪問時表示，雖然他「不是當勞·特朗普的忠實擁躉」，但仍會投票支持他，同時承認特朗普的參選為自己帶來更大挑戰。其後，他主要協助安排小當勞·特朗普的行程與傳媒活動，並協助處理雜務。
多名前美國轉折點員工及學生志工指出，他們曾目睹美國轉折點高層——包括科克本人及顧問金妮·托馬斯與泰德·克魯茲和馬可·魯比奧的總統競選團隊有過合作。舉例而言，科克曾透過電郵與支持克魯茲的超級政治行動委員會聯絡，安排志工赴南卡羅來納州助選；而金妮·托馬斯則透過語音留言，親自要求學生在威斯康星州分發逾200塊支持克魯茲的標語牌。另有一名前員工指出，美國轉折點曾將逾700名學生支持者的個人資料提供予魯比奧陣營一名職員。
2016年10月，科克與小當勞·特朗普、埃里克·特朗普和拉拉·特朗普一同出席一場由霍士新聞主辦、明顯支持當勞·特朗普的活動。美國轉折點一名職員在Facebook上表示，學生出席者的費用會由組織支付。此舉引發部分稅務專家質疑其是否違反非牟利團體的免稅規定，但美國轉折點予以否認。
2019年，科克出任「Students for Trump」行政總裁。翌年，他於共和黨全國代表大會首日發表主題演說，並形容當勞·特朗普是「西方文明的守護者」。

### 比爾·蒙哥馬利
比爾·蒙哥馬利（1940–2020）是一名市場推廣企業家，曾活躍於茶黨運動。他與查理·科克於2012年共同創立美國轉折點，並一直擔任組織的秘書與財務主管，直至2020年4月。
同年7月，蒙哥馬利因感染2019冠狀病毒病引致併發症而逝世。

### 泰勒·鮑耶
泰勒·鮑耶自2017年起擔任美國轉折點的首席營運官。

### 其他人物
2019年2月，美國轉折點聘任班尼·約翰遜為首席創意官。約翰遜曾於2014年因抄襲報導遭BuzzFeed解僱，又於2017年因在《獨立期刊評論》發表有關美國總統巴拉克·奧巴馬的陰謀論文章而遭停職。
2019年5月，傳訊總監坎迪斯·歐文斯因早前一段具爭議的言論曝光而辭職。她在2018年12月於倫敦一場保守派活動中曾表示：「如果希特拉只是想令德國強大、令國內運作順利，那倒也無妨。問題在於……他還有海外野心，他想全球擴張。」言論曝光後，多個美國轉折點校園分會要求她辭職。歐文斯其後辯稱，有關言論被「左翼記者」斷章取義。
同月，媒體報導美國轉折點的高中事務主管凱爾·卡舒夫曾在Google文件中使用具種族歧視的措辭。其前同學威脅公開相關截圖後，他於數小時內辭去職務。截圖曝光後，卡舒夫承認自己言論「冷血且具煽動性」。
同年，亞歷克斯·克拉克開始主持美國轉折點的娛樂新聞節目《POPlitics》。
2021年，知名右翼活躍人士傑克·波索比克加盟美國轉折點，主持每日節目《人事》。

## 活動
《紐約時報》形容美國轉折點是美國「最具代表性的保守派青年組織」。該組織自稱使命是「發掘、培育、訓練及動員學生，推廣自由主義、自由市場經濟及小政府理念」。美國轉折點在全美超過850間大學和學院設有分會，並協助學生登記成為選民。
每位受薪員工每學期都須接觸至少1500名學生，以擴大保守派的影響力。學生義工則透過不同主題活動宣傳保守理念，例如「醫療競技場」、「貸款遊戲」及「iCapitalism」。
根據《華盛頓郵報》指，美國轉折點的運作方式着重發表具爭議性言論，透過公開挑釁來引發輿論關注。
該組織支持美國全國步槍協會及化石燃料的使用，並明確反對Black Lives Matter等社會運動。美國轉折點與其英國分支英國轉折點均宣揚文化馬克思主義陰謀論，並表示正在大學校園中積極對抗這類思想。科克更曾批評大學是「極權主義的孤島」。

### 年度高峰會
美國轉折點每年舉辦多場全國性保守派青年會議，其中包括「學生行動高峰會」及「年輕女性領袖高峰會」。年輕女性領袖高峰會鼓勵女性發展領袖潛能，並提倡結婚、生育及成為家庭主婦的傳統角色。2017年及2018年，該活動的主要贊助商為美國全國步槍協會。
《紐約時報》指出，年輕女性領袖高峰會自詡為「對抗自由派女性主義文化」的另類平台，而不少共和黨人認為該文化帶有壓迫性。至2018年，該高峰會已轉化為一場高度擁護特朗普的活動，現場不僅有人高呼「把她關起來」的口號，還販售印有粗俗內容、針對美國民主黨政治人物希拉莉·克林頓的T恤。
活動前數日，保守派評論員坎迪斯·歐文斯批評＃MeToo運動，聲稱其背後理念是將女性塑造成「愚蠢、軟弱且微不足道」的角色，雖然此言論引起爭議，但她在會場仍受到起立鼓掌的熱烈歡迎。
此外，美國轉折點亦舉辦針對不同族群的高峰會，包括「年輕黑人領袖高峰會」及「年輕拉美裔領袖高峰會」。美國轉折點會為出席者安排住宿及膳食，並提供旅費補助申請。

### 美國節
美國轉折點於2021年12月首度舉辦「美國節」，這場為期四日的會議結合了保守派明星講者及鄉村音樂演出，講者陣容包括小當勞·特朗普及前阿拉斯加州州長莎拉·佩林。曾因基諾沙騷亂槍擊案受審、最終獲判無罪的凱爾·里滕豪斯亦有出席，並在台上就該事件發表看法。他出場時獲現場觀眾起立歡呼。
2023年活動邀請格林·貝克、羅珊·巴爾、麥克·林德爾、金伯利·加法葉、塔克·卡森及美國轉折點創辦人查理·科克擔任主題講者。該屆會議為美國轉折點舉辦過最大型的活動，總入場人數達13000人。
2024年12月，美國節於亞利桑那州鳳凰城舉行，講者包括小當勞·特朗普、班·夏皮羅、查理·科克、塔克·卡森、派崔克·貝特-大衛、馬特·沃爾什、萊利·蓋恩斯，以及堅克·維吾爾。

### 教授觀察名單
2016年11月21日，美國轉折點推出名為「教授觀察名單」的網站。查理·科克表示，該網站旨在揭露那些在課堂上歧視保守派學生、宣揚反美價值觀及左翼意識形態的大學教授。至2016年底，名單上已有超過250名教授。
不過，《政客》指出，名單中有不少錯誤資訊，包括教授實際上並未發表或從事所列行為，有些則只是因為對學生無禮，或因為對特朗普發表諷刺言論而被列入。
美國轉折點的憲政事務主管蘭姆向《紐約時報》表示，該名單只是收集已有新聞報導的內容，並形容此舉為言論自由的展現：「教授有言論自由，其他人也可以報導他們說了什麼，而我們則可將這些報導整理出來。」
2023年10月，亞利桑那州立大學一名曾列入教授觀察名單的英語講師大衛·博伊爾斯，亦為Drag Story Hour Arizona的共同創辦人，在校內遭美國轉折點兩名成員尾隨並遭連番質問，最終被從背後推倒在地。博伊爾斯表示臉部受傷但情況輕微，事件發生在他講授LGBTQ+青年與流行文化的課後。
校方事後譴責美國轉折點涉及騷擾與暴力，而美國轉折點則在社交平台反控博伊爾斯。校長亦透露，他曾要求美國轉折點移除該校教授名單，卻始終未獲回應。

### 學校董事會觀察名單
2021年，美國轉折點再推出名為「學校董事會觀察名單」的網站。查理·科克表示，該平台旨在追究學區領導人推動「危險議程」的責任。網站會公開支持口罩令、2019冠狀病毒病疫苗強制接種、或特定歷史與性別觀點教育方式的學區董事會成員的姓名與照片。

### 資助保守派學生參選學生會選舉
美國轉折點曾試圖在多所大學介入學生會選舉，包括俄亥俄州立大學、威斯康辛大學麥迪遜分校與馬里蘭大學。有關行動曝光後，馬里蘭大學多名保守派候選人因未申報接受美國轉折點協助而退出選舉。
根據《紐約客》，一份僅提供美國轉折點捐款人參閱的內部簡報揭示，美國轉折點曾擬定計畫，欲在80%的Division 1 N.C.A.A.院校中奪得學生會多數席次，接著削減進步派學生組織經費、取消對仇恨言論的限制、打擊「抵制、撤資與制裁」等抗議運動，並利用學生資源舉辦宣揚「美國例外主義」與「自由市場理念」的活動。
該簡報列出2017年所有獲美國轉折點支持並成功當選學生會職位的學生名單。美國轉折點稱曾協助超過50名保守派學生當選學生會主席。但《政客》深入調查後發現，美國轉折點宣稱的勝選紀錄被大幅誇大，一些所謂受其支持的學生則公開譴責美國轉折點，並表示從未與該組織有過接觸。

### 校園行動主義
2016年，大峽谷州立大學的美國轉折點分部因不滿校方的「言論區」政策，入稟法院控告校董會，要求禁止執行相關規定，並認定其違憲，侵犯學生根據《美國憲法》第一與第十四修正案享有的權利。案件最終以和解收場。
2017年9月，一段影片在網上流傳，顯示內布拉斯加大學講師考特尼·勞頓對一名為美國轉折點招募的學生表達不滿，之後她被校方調離原職。
同年10 月，肯特州立大學的美國轉折點學生成員舉行示威，抗議校園過度強調「安全空間」文化。他們以身穿尿布的嬰兒造型現身，引起社群媒體上的大量嘲笑。事件爆發後，該校美國轉折點分部主席凱特琳·貝內特宣佈辭職，學生媒體KentWired.com亦報導該分部已解散。
2023年4月，美國轉折點一個學生分部在舊金山州立大學舉辦演講活動，邀請前國家大學體育協會游泳選手萊利·蓋恩斯發表主張禁止跨性別女性參加女子賽事的演說。會後她遭遇抗議群眾，校警將她帶往一間電腦教室並陪同逗留數小時。蓋恩斯表示，她遭一人兩度攻擊，並因無法離開而錯過預訂航班。

### 校園分會的認可
2016年，德雷克大學以美國轉折點存在「仇恨言論紀錄」、行銷手法具有攻擊性，以及涉及「不道德的私隱問題」為由，拒絕其成為校方正式認可的學生組織。同年，黑格斯敦社區學院一名學生籌組美國轉折點分部時遭校方以組織內容重複為由阻撓。該名學生提起訴訟後，校方修改政策，釐清只有申請校方資助的學生組織才會因內容重複而被拒，不接受資助的學生組織則無此限制。
2017年2月，聖克拉拉大學學生會投票否決美國轉折點的校園組織認證。不過到了3月，該決議遭學生事務副教務長推翻，美國轉折點獲正式註冊為學生組織。同年年底，瓦特堡學院學生會亦表決否決美國轉折點的認可申請，該分部最終須修改章程才能獲批成立。
2018年1月18日，倫斯勒理工學院學生會執委會投票否決將美國轉折點分部納入正式學生組織名冊。
2021年，威奇托州立大學的學生法院推翻學生會對美國轉折點的否決決議，並一致裁定該決定違憲，令美國轉折點分部成功獲得校園認可。

## 媒體
2020年10月，查理·科克開始在保守派基督教廣播網Salem Media的《The Answer》頻道主持每日三小時的談話節目。
美國轉折點的線上觀眾數在2020年從平均83000人成長至111000人。該組織在Twitter、Facebook和Instagram上共營運約十二個帳號，總粉絲人數超過1000萬人。
2021年9月，美國轉折點推出每日三小時的串流談話節目「Turning Point Live」，由約翰·魯特主持，並販售印有「拯救美國」標語的商品。
該組織於2021年製作的紀錄片《A Long Walk in Socialism》獲得落磯山艾美獎文化與時事紀錄片類別獎項。
2022年，美國轉折點與Salem Media Group合作推出以美國南部邊境為主題的紀錄片系列《Border Battle》。
2025年，美國轉折點與The Daily Wire共同推出紀錄片《Identity Crisis》，該片聚焦批判激進的性別意識形態運動，以及造成兒童遭受身體毀損的社會機制失能。

## 美國選舉活動

### 2016年美國總統選舉
多名美國轉折點前任員工與學生志工表示，他們曾目睹美國轉折點高層，包括創辦人查理·科克與高級顧問金妮·托馬斯與泰德·克魯茲及馬可·魯比歐的總統競選陣營私下協調。據稱，科克曾透過電郵與一個支持克魯茲的超級政治行動委員會兩名成員協調，派出學生志工赴南卡羅來納州替該委員會工作；托馬斯則親自留言，請求兩名學生在威斯康星州分發逾200張克魯茲宣傳牌。一名前駐佛羅里達州的美國轉折點員工也指稱，美國轉折點將超過700名學生支持者的個人資料交予魯比歐團隊的一名員工。
有美國轉折點職員曾在Facebook表示，參加該活動的學生可獲活動費用補助。這一安排引發稅務專家質疑，認為該組織的行為恐違反免稅資格，但美國轉折點否認此說法。

### 2020年美國總統選舉
2020年9月，《華盛頓郵報》披露，美國轉折點的附屬組織轉折點行動曾付費給亞利桑那州的年輕人，其中甚至包括未成年人，要求他們在個人帳號和假帳號上大量張貼含有美國轉折點宣傳內容的貼文，卻未揭露與該組織之間的關係。該報與一名獨立數據科學專家的分析指出，這場行動組織嚴密，貼文內容大致相同，並依照美國轉折點指示進行，以避免遭到社交平台偵測。
同月，Facebook將與美國轉折點行銷代理公司Rally Forge有關的200個帳號、55個粉絲專頁與76個Instagram帳號刪除。該公司代表美國轉折點，向鳳凰城的青少年支付酬勞，讓他們操作個人與假冒帳號，大量張貼有利特朗普、攻擊民主黨候選人祖·拜登的內容，藉此干預2020年總統大選。至10月，Facebook將Rally Forge永久封禁，Twitter則移除262個相關帳號。不過兩家平台皆未懲處美國轉折點或其附屬機構，理由是無法確認該組織領導層是否知情，例如假帳號的使用等具體違規行為。
美國轉折點亦曾主辦特朗普的多場競選造勢活動，部分由特朗普支持者出席，部分由特朗普本人親自站台。

### 2021年1月6日「停止竊選」集會
2020年美國總統選舉後，科克拒絕承認特朗普已經敗選，並對選舉結果提出質疑。2021年1月4日，他在推特上宣佈，美國轉折點將派出超過80輛巴士，前往1月6日於華盛頓特區白宮附近舉行的親特朗普「停止竊選」集會，抗議選舉結果。實際上，該組織最終派出7輛巴士，載有約350名參與者。美國轉折點也資助多名「停止竊選」集會的演講者，包括金伯利·加法葉，但未參與或主辦導致暴力爆發的國會大廈遊行。該場集會吸引數千名親特朗普支持者，最終演變成對國會山莊騷亂，而當時國會正準備確認拜登的勝選結果。事後，科克刪除相關推文，並在其播客中表示，闖入國會大廈是「錯誤判斷」和「不明智的行為」，但不見得構成煽動叛亂。美國轉折點的發言人則強調，該組織譴責任何形式的政治暴力。

## 爭議
2017年12月，《紐約客》刊登記者簡·梅耶的報導，內容訪問多名美國轉折點的前少數族裔成員。這些前職員指出，組織內普遍存在對少數族裔的歧視現象，《紐約客》形容該組織是一個充滿緊張氣氛、工作環境困難的地方，其中不少緊張情況涉及種族問題。一名前非裔美國女職員回憶，自己於2014年入職時是唯一的有色人種；她還指出，自己被解僱的當天正值馬丁·路德·金紀念日。報導亦揭露，美國轉折點的核心成員、曾任全國外勤總監長達五年的克里斯托·克蘭頓，曾發送簡訊給同事表示：「我討厭黑人，去他們的……我就是討厭黑人，沒什麼好說的。」科克回應指，美國轉折點在得悉事件後72小時內已作出評估並果斷處理。美國最高法院大法官克拉倫斯·托馬斯隨後聘用克蘭頓，他表示：「我認識克里斯托·克蘭頓，也深知偏見的模樣，而偏見與她的本性與人格完全相悖。」
在《Hillsdale College Collegian》刊登的評論文章中，編輯凱莉·麥吉形容美國轉折點是「一個反動的毒瘤」，並非真正秉持保守主義價值的組織，而保守主義本應堅守自由和平等的普世原則。2018年6月，保守派廣播主持人喬·沃爾什宣佈辭去美國轉折點董事會職務，原因是科克與當勞·特朗普關係過於密切。沃爾什表示：「我們應該效忠的是議題，而非政客……當查理開始為特朗普工作時，那條界線就被踩過了。你不可能一邊推動特朗普，一邊聲稱推動真正的保守議題。」
2019年10月至11月，科克舉辦名為「文化戰爭」的大學巡迴講座，多位保守派名人登台，包括小當勞·特朗普、拉拉·特朗普和金伯利·加法葉。這些活動經常成為極右翼與另類右翼成員的攻擊目標，這些人不滿美國轉折點太過主流、不夠保守，並在問答環節有組織地提出針對以色列與LGBTQ等爭議議題的尖銳問題，意圖挑戰演講者的立場。
2019年11月，《The Dartmouth Review》發表文章批評美國轉折點，指該組織首要目的是宣傳查理·科克和當勞·特朗普，而非真正維護保守主義價值。文章指出：「真正的保守派終究必須超越美國轉折點，將心力投入更值得追求的方向。我們應該自我挑戰，營造一個具思想深度、嚴謹探討的環境，而不是待在美國轉折點那種空洞的回音室中，為了博取認可而犧牲原則。」
2022年7月，美國轉折點在佛羅里達州坦帕舉行的「學生行動高峰會」會議期間，有新納粹團體在場外出現，惟未被允許進入會場。美國脫口秀節目《觀點》的主持人喬伊·貝哈爾錯誤表示美國轉折點「邀請並接納」這些新納粹抗議者，甚至將該活動比作「第三帝國」。節目後來澄清，指出「美國轉折點已公開譴責這些與該組織『毫無關聯』的新納粹分子」。另一名主持人胡比·高拔隨後辯稱：「但你們讓他們進來，而且知道他們是誰」，並補充說：「我的說法是比喻性的。」美國轉折點對此提出停止誹謗通知，要求節目在7月27日前正式道歉。最終，《觀點》在限期內於節目中全面撤回相關言論，並為不當比喻致歉。

### 反誹謗聯盟與南方貧困法律中心的批評
2019年，反誹謗聯盟將美國轉折點歸類為「另類輕右」組織。反誹謗聯盟與南方貧困法律中心均批評美國轉折點與另類右派及極右翼運動人士過從甚密。反誹謗聯盟更指出，該組織領導層與旗下成員「多次發表種族歧視或仇恨言論」，且與極端主義勢力有聯繫。
早在2018年，南方貧困法律中心旗下的「仇恨觀察」專欄就已揭露反誹謗聯盟與白人至上主義者之間的聯繫。

### 與保守派組織美國青年基金會的爭端
2018年5月，一份美國青年基金會內部備忘錄外洩，內容警告其成員切勿與美國轉折點有任何往來。美國青年基金會指控美國轉折點誇大全國分部與活動規模，將其他組織的成果據為己有，甚至以「拉攏種族主義者與納粹同情者」的方式灌水提高活動人數。此外，該備忘錄也抨擊美國轉折點發起的校園行動活動「令人羞辱」，如肯特州立大學校園上演的「尿布事件」。

### 2019冠狀病毒病疫苗爭議
2021年，科克將拜登政府推動疫苗接種政策形容為「種族隔離制度式的露天人質囚禁」，此言論引發爭議，尤其是在其共同創辦人比爾·蒙哥馬利前一年已因2019冠狀病毒病併發症去世的背景下。美國轉折點亦被批評曾散播誇大感染2019冠狀病毒病風險的誤導性資訊。科克的發言人否認該組織反疫苗，強調「疫苗對數以百萬計的美國人而言確有其合理性」，但認為民眾應擁有「選擇接種與否的自由」。科克主要反對的是針對健康年輕人所推行的疫苗強制政策與疫苗護照制度。

### 財務概況
美國轉折點的資金主要來自保守派與右翼捐助者及基金會，包括部分共和黨政治人物。根據報導，其主要捐助者包括理查德·尤萊因所屬的尤萊因家族基金會，以及伊利諾州州長布魯斯·朗納家族設立的基金會。
美國轉折點也向其旗下營運機構提供資金支援，例如轉折點捐贈基金。
在2016至2017財政年度，美國轉折點向美國國稅局申報收到820萬美元捐款，較前一年翻近一倍（430萬美元）。同年，其支出也翻倍至830萬美元，其中430萬為人事開支。
到了2019年，美國轉折點從捐助者獲得的收入攀升至2850萬美元，執行長查理·科克的薪酬為292423美元。
從2013年創立時僅有78000美元的收入，到2021年美國轉折點已成長為一個年收入高達5580萬美元的組織。其中，2020年轉折點捐贈基金的營收為1657萬美元。
2021年8月，美國轉折點發佈《2021投資人簡報》，目標為其全國實地組織活動、媒體製作、特別項目、轉折點學院和美國轉折點信仰籌得4300萬美元。媒體與民主中心的大衛·阿米亞克指出，該簡報使用帶有白人至上主義色彩的語言，如「左派的計劃將讓歷史倒退五百年，重回缺乏西方文明的黑暗時代」，並形容美國學校是「充滿反美仇恨的虛無主義窟穴，左派教授可隨意誹謗國家，激進暴民則封殺保守派聲音」。

### 涉嫌違反稅務法規
2017年，《紐約客》記者簡·梅耶揭露美國轉折點員工在2016年美國選舉期間進行兩項疑似違反競選財務法規的行為。科克否認有任何不當行為，稱「所謂的祕密計劃完全是荒誕又可笑的說法」。美國轉折點的律師莎莉·瓦根梅克亦於2020年7月接受ProPublica採訪時表示，美國轉折點支付給某些由組織高層持有的公司款項，是「出於營運上的正當考量」，並強調該等付款「完全符合美國轉折點依照美國國稅局規定所訂的利益衝突政策」。

## 美國轉折點組織概況

### 轉折點行動
2019年5月，科克推出轉折點行動。轉折點行動是美國轉折點的政治推動部門，註冊為501(c)(4)非營利組織，代表右翼與保守派立場。儘管其聲稱為「完全獨立於美國轉折點的組織」，但《福布斯》指出兩者皆由查理·科克創立，且在行銷與品牌形象上高度一致。根據稅務資料，科克同時從美國轉折點和轉折點行動獲得報酬。捐款給轉折點行動的人會收到一張貼紙，貼紙上顯眼地印有美國轉折點的網址；這張貼紙也可在美國轉折點官方網店購買。
在2020年美國總統選舉期間，轉折點行動曾聘請亞利桑那州的青少年（包括部分未成年人）在社交媒體上發佈數千則與美國轉折點有關的內容，卻未公開他們與該組織的關係，引發爭議。

### 美國轉折點信仰
2021年，查理·科克成立美國轉折點信仰，該組織旨在招募牧師與教會領袖，積極參與本地與全國性的政治事務。美國轉折點信仰主打文化戰爭議題，主要吸引宗教保守派的支持。其活動包括宗教選民動員行動，以及教育成員了解美國轉折點所倡導的核心價值觀。根據《2021投資人簡報》，該計畫預算為640萬美元，目的是「透過全國數千位牧師的參與，回應美國宗教根基的瓦解」，並讓教會「重新激發公民參與熱情」。

### 轉折點捐贈基金
轉折點捐贈基金公司自稱是一個「支援型組織」，其使命是「支持並強化美國轉折點的慈善宗旨與長遠發展」。

### 轉折點學院
2021年，美國轉折點宣佈成立線上學院「轉折點學院」，面向希望獲得「美國優先式教育」的家庭。美國轉折點原本計劃與教育公司StrongMind合作開發課程，該公司旗下營運亞利桑那特許學校Primavera Online High School。然而，StrongMind的主要分包商——由退伍軍人與軍人配偶經營的Freedom Learning Group在發現美國轉折點為合作對象後，隨即終止合約。

## 外部鏈接
- 官方网站